# Старорусский кремль
Старорусский кремль — несохранившаяся деревянная крепость, являвшаяся историческим ядром Старой Руссы.

## История
Первое упоминание о городских укреплениях Русы, как первоначально называлась Старая Русса, встречается в Новгородской первой летописи, которая указывает 1199—1201 годы как годы их постройки. Тем не менее, новые укрепления могли быть построены вместо более древних обветшавших укреплений. Они могли служить защитой как от других русских княжеств, так и от Литвы. В первой половине XIII века из летописей известно о как минимум двух нападениях литовских войск. В 1224 году литовские войска подходили к Русе. Жители города вышли против них в поле, но были разбиты и отступили за стены крепости. Через десять лет литовцы вновь пришли под Русу и начали грабить её посад, но большинство жителей успело укрыться за стенами крепости. Вместе с гарнизоном они вышли из крепости, ударили по литовцам и выгнали их за пределы Русы. Бой продолжился в поле, однако, видя численное превосходство противника, рушане вновь отошли за стены города. Отходивших с добычей и полоном литовцев перехватил князь Ярослав Всеволодович с дружиной. Он разбил литовцев и освободил полон. В 1580 году крепость была захвачена войском короля Речи Посполитой Стефана Батория и полностью выгорела. В апреле 1609 года войска Якоба Делагарди и Михаила Скопина-Шуйского выбили отсюда сторонников Лжедмитрия II. В 1612 году шведы, оккупировавшие Приильменье, построили в Старой Руссе новую деревянную крепость.

## Местонахождение
Согласно летописным данным в Русе были детинец и посад, несколько каменных церквей, монастырей и торг. По мнению А. Ф. Медведева, исследовавшего старую часть города в 1960-х годах, в XV веке Руса с прилегающими посадами занимала площадь около 200 га. Наиболее вероятно, что крепость находилась между берегом старого русла реки Порусьи (ныне Малашка) и Верхним соляным озером. Это было связано с производством соли из воды располагающихся здесь минеральных источников, которое и стало основным градообразующим фактором на рубеже X—XI веков. Раскопками вскрыто несколько ярусов мостовых древних улиц, обнаружены усадьбы бояр, ремесленников-ювелиров и солеваров. Культурный слой местами достигает 6 м. На городище древней Русы также обнаружены берестяные грамоты и вислые свинцовые печати. Площадь данного «городка», относившегося к концу Середка и находившегося на удобном всхолмлении в окружении реки и ручья, составляла 6 га. Тем не менее, остатки укреплений до сих пор не найдены и среди учёных всё ещё не сформировалось единое мнение, где, в каких границах и в каких временных рамках стояла Старорусская крепость.
Шведская крепость, построенная в 1612 году, имела треугольную форму и стояла у места впадения Полисти в Перерытицу в районе нынешнего Воскресенского собора. О ней известно по данным описи Чоглокова 1625 года. У неё было шесть башен и три «быка острожных». Раскопки данной местности были проведены в 1939 году А. А. Строковым, который ошибочно предположил здесь также наличие древнейшей Старорусской крепости.